# Liste des champions de Suède de football

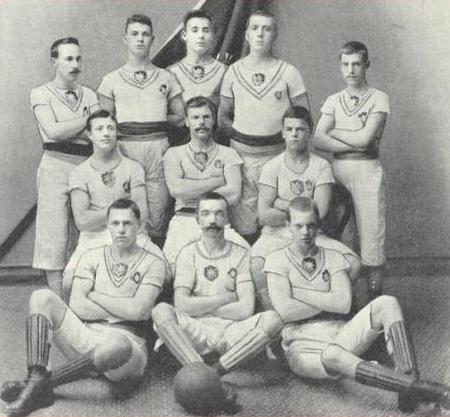
Les joueurs de l'Örgryte IS en 1896, année de leur premier titre.

Le titre de champion de Suède de football est attribué chaque année au club arrivé en tête du championnat de Suède de football. Au cours de son histoire, il a connu plusieurs modes de désignation.

## Liste des champions

### Svenska Mästerskapet (1896-1925)
Les premiers champions de Suède sont les vainqueurs de la coupe Svenska Mästerskapet, jusqu'à la disparition de cette compétition en 1925.
| Année | Champion           | Finaliste           |
| ----- | ------------------ | ------------------- |
| 1896  | Örgryte IS (1)     | IS Idrottens Vänner |
| 1897  | Örgryte IS (2)     | Örgryte IS 2        |
| 1898  | Örgryte IS (3)     | AIK                 |
| 1899  | Örgryte IS (4)     | Göteborgs FF        |
| 1900  | AIK (1)            | Örgryte IS          |
| 1901  | AIK (2)            | Örgryte IS 2        |
| 1902  | Örgryte IS (5)     | Jönköpings AIF      |
| 1903  | Göteborgs IF (1)   | Göteborgs FF        |
| 1904  | Örgryte IS (6)     | Djurgårdens IF      |
| 1905  | Örgryte IS (7)     | IFK Stockholm       |
| 1906  | Örgryte IS (8)     | Djurgårdens IF      |
| 1907  | Örgryte IS (9)     | IFK Uppsala         |
| 1908  | IFK Göteborg (1)   | IFK Uppsala         |
| 1909  | Örgryte IS (10)    | Djurgårdens IF      |
| 1910  | IFK Göteborg (2)   | Djurgårdens IF      |
| 1911  | AIK (3)            | IFK Uppsala         |
| 1912  | Djurgårdens IF (1) | Örgryte IS          |
| 1913  | Örgryte IS (11)    | Djurgårdens IF      |
| 1914  | AIK (4)            | Hälsingborgs IF     |
| 1915  | Djurgårdens IF (2) | Örgryte IS          |
| 1916  | AIK (5)            | Djurgårdens IF      |
| 1917  | Djurgårdens IF (3) | AIK                 |
| 1918  | IFK Göteborg (3)   | Hälsingborgs IF     |
| 1919  | GAIS (1)           | Djurgårdens IF      |
| 1920  | Djurgårdens IF (4) | IK Sleipner         |
| 1921  | IFK Eskilstuna (1) | IK Sleipner         |
| 1922  | GAIS (2)           | Hammarby IF         |
| 1923  | AIK (6)            | IFK Eskilstuna      |
| 1924  | Fässbergs IF (1)   | IK Sirius           |
| 1925  | Brynäs IF (1)      | BK Derby            |

### Allsvenskan (1931-1981)
Le championnat Allsvenskan est créé en 1924, mais ce n'est qu'à partir de la saison 1930-1931 que son vainqueur est sacré champion de Suède. Aucun titre de champion n'est décompté pour la période 1926-1930.
| Saison    | Champion            | Deuxième            | Troisième        | Quatrième       | Meilleur(s) buteur(s)                                           | Nombre de buts |
| --------- | ------------------- | ------------------- | ---------------- | --------------- | --------------------------------------------------------------- | -------------- |
| 1930-1931 | GAIS (3)            | AIK Fotboll         | IFK Göteborg     | Hälsingborgs IF | John Nilsson (GAIS)                                             | 26             |
| 1931-1932 | AIK (7)             | Örgryte IS          | GAIS             | IFK Göteborg    | Carl-Erik Holmberg (ÖIS)                                        | 29             |
| 1932-1933 | Hälsingborgs IF (1) | GAIS                | IFK Göteborg     | AIK             | Torsten Bunke (HIF)                                             | 21             |
| 1933-1934 | Hälsingborgs IF (2) | GAIS                | IFK Göteborg     | Halmstads BK    | Sven Jonasson (IFE)                                             | 20             |
| 1934-1935 | IFK Göteborg (4)    | AIK                 | IF Elfsborg      | Sandvikens IF   | Harry Andersson (IKS)                                           | 23             |
| 1935-1936 | IF Elfsborg (1)     | AIK                 | Sandvikens IF    | IFK Göteborg    | Sven Jonasson (IFE)                                             | 24             |
| 1936-1937 | AIK (8)             | IK Sleipner         | Örgryte IS       | Sandvikens IF   | Olle Zethlerlund (AIK)                                          | 23             |
| 1937-1938 | IK Sleipner (1)     | Hälsingborgs IF     | Landskrona BoIS  | IF Elfsborg     | Curt Hjelm (IKS)                                                | 13             |
| 1938-1939 | IF Elfsborg (2)     | AIK                 | Malmö FF         | Landskrona BoIS | Erik Persson (AIK), Ove Andersson (MFF) & Yngve Lindegren (ÖIS) | 16             |
| 1939-1940 | IF Elfsborg (3)     | IFK Göteborg        | Hälsingborgs IF  | IK Brage        | Anders Pålsson (HIF)                                            | 17             |
| 1940-1941 | Hälsingborgs IF (3) | Degerfors IF        | AIK              | IF Elfsborg     | Stig Nyström (IKB)                                              | 17             |
| 1941-1942 | IFK Göteborg (5)    | GAIS                | IFK Norrköping   | Hälsingborgs IF | Sven Jacobsson (GAIS)                                           | 20             |
| 1942-1943 | IFK Norrköping (1)  | IF Elfsborg         | Hälsingborgs IF  | Degerfors IF    | Gunnar Nordahl (DeIF)                                           | 16             |
| 1943-1944 | Malmö FF (1)        | IF Elfsborg         | AIK              | IFK Norrköping  | Leif Larsson (IFKG)                                             | 19             |
| 1944-1945 | IFK Norrköping (2)  | IF Elfsborg         | Malmö FF         | IFK Göteborg    | Gunnar Nordahl (IFKN)                                           | 27             |
| 1945-1946 | IFK Norrköping (3)  | Malmö FF            | IFK Göteborg     | GAIS            | Gunnar Nordahl (IFKN)                                           | 25             |
| 1946-1947 | IFK Norrköping (4)  | AIK                 | Malmö FF         | IF Elfsborg     | Gunnar Gren (IFKG)                                              | 18             |
| 1947-1948 | IFK Norrköping (5)  | Malmö FF            | AIK              | Hälsingborgs IF | Gunnar Nordahl (IFKN)                                           | 18             |
| 1948-1949 | Malmö FF (2)        | Hälsingborgs IF     | GAIS             | Degerfors IF    | Carl-Johan Franck (HIF)                                         | 19             |
| 1949-1950 | Malmö FF (3)        | Jönköpings Södra IF | Hälsingborgs IF  | AIK             | Ingvar Rydell (MFF)                                             | 22             |
| 1950-1951 | Malmö FF (4)        | Råå IF              | Degerfors IF     | Hälsingborgs IF | Hasse Jeppson (DIF)                                             | 17             |
| 1951-1952 | IFK Norrköping (6)  | Malmö FF            | Hälsingborgs IF  | IFK Göteborg    | Karl-Alfred Jacobsson (GAIS)                                    | 17             |
| 1952-1953 | Malmö FF (5)        | IFK Norrköping      | Djurgårdens IF   | Hälsingborgs IF | Karl-Alfred Jacobsson (GAIS)                                    | 24             |
| 1953-1954 | GAIS (4)            | Hälsingborgs IF     | Degerfors IF     | AIK             | Karl-Alfred Jacobsson (GAIS)                                    | 21             |
| 1954-1955 | Djurgårdens IF (5)  | Halmstads BK        | AIK Fotboll      | IFK Norrköping  | Kurt Hamrin (AIK)                                               | 22             |
| 1955-1956 | IFK Norrköping (7)  | Malmö FF            | Djurgårdens IF   | Sandvikens IF   | Sylve Bengtsson (HBK)                                           | 22             |
| 1956-1957 | IFK Norrköping (8)  | Malmö FF            | Hälsingsborgs IF | GAIS            | Harry Bild (IFKN)                                               | 19             |
| 1957-1958 | IFK Göteborg (6)    | IFK Norrköping      | Djurgårdens IF   | Malmö FF        | Bertil Johansson (IFKG) & Henry Källgren (IFKN)                 | 27             |
| 1959      | Djurgårdens IF (6)  | IFK Norrköping      | IFK Göteborg     | Örgryte IS      | Rune Börjesson (ÖIS)                                            | 21             |
| 1960      | IFK Norrköping (9)  | IFK Malmö           | Örgryte IS       | Malmö FF        | Rune Börjesson (ÖIS)                                            | 24             |
| 1961      | IF Elfsborg (4)     | IFK Norrköping      | IFK Göteborg     | Örebro SK       | Bertil Johansson (IFKG)                                         | 20             |
| 1962      | IFK Norrköping (10) | Djurgårdens IF      | IFK Göteborg     | Örgryte IS      | Leif Skiöld (DIF)                                               | 21             |
| 1963      | IFK Norrköping (11) | Degerfors IF        | AIK              | Malmö FF        | Lars Heinemann (DeIF) & Bo Larsson (MFF)                        | 17             |
| 1964      | Djurgårdens IF (7)  | Malmö FF            | Örgryte IS       | IFK Norrköping  | Krister Granbom (HIF)                                           | 22             |
| 1965      | Malmö FF (6)        | IF Elfsborg         | AIK              | IFK Norrköping  | Bo Larsson (MFF)                                                | 28             |
| 1966      | Djurgårdens IF (8)  | IFK Norrköping      | IF Elfsborg      | IFK Göteborg    | Ove Kindvall (IFKN)                                             | 20             |
| 1967      | Malmö FF (7)        | Djurgårdens IF      | Halsingborgs IF  | Örebro SK       | Dag Szepanski (MFF)                                             | 22             |
| 1968      | Östers IF (1)       | Malmö FF            | IFK Norrköping   | Djurgårdens IF  | Ove Eklund (ÅFF)                                                | 16             |
| 1969      | IFK Göteborg (7)    | Malmö FF            | Djurgårdens IF   | Åtvidabergs FF  | Reine Almqvist (IFKG)                                           | 16             |
| 1970      | Malmö FF (8)        | Åtvidabergs FF      | Djurgårdens IF   | IF Elfsborg     | Bo Larsson (MFF)                                                | 16             |
| 1971      | Malmö FF (9)        | Åtvidabergs FF      | IFK Norrköping   | Djurgårdens IF  | Roland Sandberg (ÅFF)                                           | 17             |
| 1972      | Åtvidabergs FF (1)  | AIK Fotboll         | Östers IF        | IFK Norrköping  | Ralf Edström (ÅFF) & Roland Sandberg (ÅFF)                      | 16             |
| 1973      | Åtvidabergs FF (2)  | Östers IF           | Djurgårdens IF   | Malmö FF        | Jan Mattsson (ÖIF)                                              | 20             |
| 1974      | Malmö FF (10)       | AIK                 | Östers IF        | GAIS            | Jan Mattsson (ÖIF)                                              | 22             |
| 1975      | Malmö FF (11)       | Östers IF           | Djurgårdens IF   | Landskrona BoIS | Jan Mattsson (ÖIF)                                              | 31             |
| 1976      | Halmstads BK (1)    | Malmö FF            | Östers IF        | Landskrona BoIS | Rutger Backe (HBK)                                              | 21             |
| 1977      | Malmö FF (12)       | IF Elfsborg         | Kalmar FF        | IFK Norrköping  | Reine Almqvist (IFKG) & Mats Aronsson (BoIS)                    | 15             |
| 1978      | Östers IF (2)       | Malmö FF            | IFK Göteborg     | Kalmar FF       | Tommy Berggren (DIF)                                            | 19             |
| 1979      | Halmstads BK (2)    | IFK Göteborg        | IF Elfsborg      | Malmö FF        | Mats Werner (HIF)                                               | 14             |
| 1980      | Östers IF (3)       | Malmö FF            | IFK Göteborg     | IK Brage        | Billy Ohlsson (HIF)                                             | 19             |
| 1981      | Östers IF (4)       | IFK Göteborg        | IFK Norrköping   | IK Brage        | Torbjörn Nilsson (IFKG)                                         | 20             |

### Séries éliminatoires (1982-1990)
À partir de 1982, un système de séries éliminatoires est ajouté au championnat normal. Sur les douze clubs de première division, seuls les huit premiers sont qualifiés pour les quarts de finale des séries éliminatoires : le premier affronte le huitième, le deuxième le septième, et ainsi de suite, en matches aller-retour. Le vainqueur de la finale de ce mini-tournoi (également disputée sur deux matches) est sacré champion de Suède : il arrive à plusieurs reprises (en 1983, 1985, 1987 et 1989) que ce ne soit pas le club arrivé en tête du championnat.
À partir de 1985, seuls les quatre clubs les mieux classés sont qualifiés pour les séries éliminatoires, qui se limitent donc aux demi-finales et à la finale (toujours disputées sur deux matches).
| Saison | Champion            | Finaliste      | Vainqueur d'Allsvenskan | Meilleur(s) buteur(s)                                               | Nombre de buts |
| ------ | ------------------- | -------------- | ----------------------- | ------------------------------------------------------------------- | -------------- |
| 1982   | IFK Göteborg (8)    | Hammarby IF    | IFK Göteborg            | Dan Corneliusson (IFKG)                                             | 12             |
| 1983   | IFK Göteborg (9)    | Östers IF      | AIK                     | Thomas Ahlström (IFE)                                               | 16             |
| 1984   | IFK Göteborg (10)   | IFK Norrköping | IFK Göteborg            | Billy Ohlsson (HIF)                                                 | 14             |
| 1985   | Örgryte IS (12)     | IFK Göteborg   | Malmö FF                | Sören Börjesson (ÖIS), Peter Karlsson (KFF) & Billy Lansdowne (KFF) | 10             |
| 1986   | Malmö FF (13)       | AIK            | Malmö FF                | Johnny Ekström (IFKG)                                               | 13             |
| 1987   | IFK Göteborg (11)   | Malmö FF       | Malmö FF                | Lasse Larsson (MFF)                                                 | 19             |
| 1988   | Malmö FF (14)       | Djurgårdens IF | Malmö FF                | Martin Dahlin (MFF)                                                 | 17             |
| 1989   | IFK Norrköping (12) | Malmö FF       | Malmö FF                | Jan Hellström (IFKN)                                                | 16             |
| 1990   | IFK Göteborg (12)   | IFK Norrköping | IFK Göteborg            | Kaj Eskelinen (IFKG)                                                | 10             |

### Mästerskapsserien (1991-1992)
Lors des saisons 1991 et 1992, le championnat change de formule. Après le championnat normal, les 10 clubs de première division sont répartis en deux poules. Les six meilleurs sont qualifiés pour le Mästerskapsserien, le « tour des champions ». Ils disputent à nouveau un mini-championnat entre eux, et c'est le club arrivé en tête du classement de ce second tour qui est sacré champion de Suède. De la même manière qu'avec les séries éliminatoires, le vainqueur d'Allsvenskan n'est pas nécessairement le champion.
| Saison | Champion          | Deuxième       | Vainqueur d'Allsvenskan | Meilleur(s) buteur(s)   | Nombre de buts |
| ------ | ----------------- | -------------- | ----------------------- | ----------------------- | -------------- |
| 1991   | IFK Göteborg (13) | IFK Norrköping | IFK Göteborg            | Kennet Andersson (IFKG) | 13             |
| 1992   | AIK (9)           | IFK Norrköping | IFK Norrköping          | Hans Eklund (ÖIF)       | 16             |

### Allsvenskan (depuis 1993)
À partir de 1993, le championnat retourne à sa formule antérieure à 1981. Il réunit d'abord 14 clubs, puis 16 à partir de 2008.
| Saison | Champion         | Deuxième     | Troisième    | Quatrième                          | Meilleur(s) buteur(s)                                                             | Nombre de buts |
| ------ | ---------------- | ------------ | ------------ | ---------------------------------- | --------------------------------------------------------------------------------- | -------------- |
| 1993   | Göteborg (14)    | Norrköping   | AIK          | Trelleborgs                        | Henrik Bertilsson (Halmstads) & Mats Lilienberg (Trelleborgs)                     | 18             |
| 1994   | Göteborg (15)    | Örebro       | Malmö        | Norrköping                         | Niclas Kindvall (Norrköping)                                                      | 23             |
| 1995   | Göteborg (16)    | Helsingborgs | Halmstads    | Malmö                              | Niklas Skoog (Västra Frölunda)                                                    | 17             |
| 1996   | Göteborg (17)    | Malmö        | Helsingborgs | AIK                                | Andreas Andersson (Göteborg)                                                      | 19             |
| 1997   | Halmstads (3)    | Göteborg     | Malmö        | Örebro                             | Mats Lilienberg (Halmstads), Christer Mattiasson (Elfsborg) & Dan Sahlin (Örebro) | 14             |
| 1998   | AIK (10)         | Helsingborgs | Hammarby     | Halmstads                          | Arild Stavrum (Helsingborgs)                                                      | 18             |
| 1999   | Helsingborgs (4) | AIK          | Halmstads    | Örgryte                            | Marcus Allbäck (Örgryte)                                                          | 15             |
| 2000   | Halmstads (4)    | Helsingborgs | AIK          | Göteborg                           | Fredrik Berglund (Elfsborg)                                                       | 18             |
| 2001   | Hammarby (1)     | Djurgårdens  | AIK          | Göteborg                           | Stefan Selaković (Halmstads)                                                      | 15             |
| 2002   | Djurgårdens (9)  | Malmö        | Örgryte      | Helsingborgs \| Peter Ijeh (Malmö) | 24                                                                                |                |
| 2003   | Djurgårdens (10) | Hammarby     | Malmö        | Örgryte                            | Niklas Skoog (Malmö)                                                              | 22             |
| 2004   | Malmö (15)       | Halmstads    | Göteborg     | Djurgårdens                        | Markus Rosenberg (Halmstads)                                                      | 14             |
| 2005   | Djurgårdens (11) | Göteborg     | Kalmar       | Hammarby                           | Gunnar Heiðar Þorvaldsson (Halmstads)                                             | 16             |
| 2006   | Elfsborg (5)     | AIK          | Hammarby     | Helsingborgs                       | Ari (Kalmar)                                                                      | 15             |
| 2007   | Göteborg (18)    | Kalmar       | Djurgårdens  | Elfsborg                           | Marcus Berg (IFKG) & Razak Omotoyossi (Helsingborgs)                              | 14             |
| 2008   | Kalmar (1)       | Elfsborg     | Göteborg     | Helsingborgs                       | Patrik Ingelsten (Kalmar)                                                         | 19             |
| 2009   | AIK (11)         | Göteborg     | Elfsborg     | Kalmar                             | Tobias Hysén (Göteborg) & Wánderson (GAIS)                                        | 18             |
| 2010   | Malmö (16)       | Helsingborgs | Örebro       | Elfsborg                           | Alexander Gerndt (Gefle / Helsingborgs)                                           | 20             |
| 2011   | Helsingborgs (5) | AIK          | Elfsborg     | Malmö                              | Mathias Ranégie (Häcken / Malmö)                                                  | 21             |
| 2012   | Elfsborg (6)     | Häcken       | Malmö        | AIK                                | Abdul Majeed Waris (Häcken)                                                       | 23             |
| 2013   | Malmö (17)       | AIK          | Göteborg     | Kalmar                             | Imad Khalili (Norrköping / Helsingborgs)                                          | 15             |
| 2014   | Malmö (18)       | Göteborg     | AIK          | Elfsborg                           | Lasse Vibe (Göteborg)                                                             | 23             |
| 2015   | Norrköping (13)  | Göteborg     | AIK          | Elfsborg                           | Emir Kujović (Norrköping)                                                         | 21             |
| 2016   | Malmö (19)       | AIK          | Norrköping   | Göteborg                           | John Owoeri (Häcken)                                                              | 17             |
| 2017   | Malmö (20)       | AIK          | Djurgårdens  | Häcken                             | Karl Holmberg (Norrköping) & Magnus Eriksson (Djurgårdens)                        | 14             |
| 2018   | AIK (12)         | Norrköping   | Malmö        | Hammarby                           | Paulinho (Häcken)                                                                 | 20             |
| 2019   | Djurgårdens (12) | Malmö        | Hammarby     | AIK                                | Mohamed Buya Turay (Djurgårdens)                                                  | 15             |
| 2020   | Malmö (21)       |              |              |                                    |                                                                                   |                |
| 2021   | Malmö (22)       |              |              |                                    |                                                                                   |                |
| 2022   | BK Häcken (1)    |              |              |                                    |                                                                                   |                |
| 2023   | Malmö (23)       |              |              |                                    |                                                                                   |                |
| 2024   | Malmö (24)       |              |              |                                    |                                                                                   |                |

## Bilan par club
| Titres | Club            | Saison(s) |
| ------ | --------------- | --- |
| 24     | Malmö FF        | 1944, 1949, 1950, 1951, 1953, 1965, 1967, 1970, 1971, 1974, 1975, 1977, 1986, 1988, 2004, 2010, 2013, 2014, 2016, 2017, 2020, 2021, 2023, 2024 |
| 18     | IFK Göteborg    | 1908, 1910, 1918, 1935, 1942, 1958, 1969, 1982, 1983, 1984, 1987, 1990, 1991, 1993, 1994, 1995, 1996, 2007                                     |
| 13     | IFK Norrköping  | 1943, 1945, 1946, 1947, 1948, 1952, 1956, 1957, 1960, 1962, 1963, 1989, 2015                                                                   |
| 12     | Örgryte IS      | 1896, 1897, 1898, 1899, 1902, 1904, 1905, 1906, 1907, 1909, 1913, 1985                                                                         |
| 12     | AIK             | 1900, 1901, 1911, 1914, 1916, 1923, 1932, 1937, 1992, 1998, 2009, 2018                                                                         |
| 12     | Djurgårdens IF  | 1912, 1915, 1917, 1920, 1955, 1959, 1964, 1966, 2002, 2003, 2005, 2019                                                                         |
| 6      | IF Elfsborg     | 1936, 1939, 1940, 1961, 2006, 2012 |
| 5      | Helsingborgs IF | 1933, 1934, 1941, 1999, 2011 |
| 4      | GAIS            | 1919, 1922, 1931, 1954 |
| 4      | Halmstads BK    | 1976, 1979, 1997, 2000 |
| 4      | Östers IF       | 1968, 1978, 1980, 1981 |
| 2      | Åtvidabergs FF  | 1972, 1973 |
| 1      | BK Häcken       | 2022 |
| 1      | Kalmar FF       | 2008 |
| 1      | Hammarby IF     | 2001 |
| 1      | IK Sleipner     | 1938 |
| 1      | Brynäs IF       | 1925 |
| 1      | Fässbergs IF    | 1924 |
| 1      | IFK Eskilstuna  | 1921 |
| 1      | Göteborgs IF    | 1903 |